# Paolo I di Russia
Paolo I Petrovič Romanov (in russo Павел I Петрович Романов?; San Pietroburgo, 1º ottobre 1754 – San Pietroburgo, 23 marzo 1801) è stato imperatore di Russia dal 1796 al 1801.
Era figlio della granduchessa e poi imperatrice Caterina II e dell'imperatore Pietro III. A dire il vero questa informazione è contestata dagli storici della Russia zarista, poiché molte fonti riportano il padre di Paolo I come il duca Sergej Saltykov; successivamente sarebbe stato riconosciuto in via ufficiale da Pietro III, proprio per avere un successore. Odiava la madre e viveva nel ricordo del padre, detronizzato dalla zarina e forse assassinato.
Benché Caterina nei suoi ultimi anni avesse progettato di non farlo ascendere al trono ritenendolo inadatto, ella morì prima di escludere Paolo dalla successione. Lo zar fu assassinato dopo soli quattro anni e mezzo di regno, da un gruppo di congiurati membri dell'entourage di corte di Caterina II, che consentirono (come desiderato dall'imperatrice) l'ascesa immediata del figlio primogenito di Paolo, Alessandro I.

## Biografia

### Infanzia e giovinezza

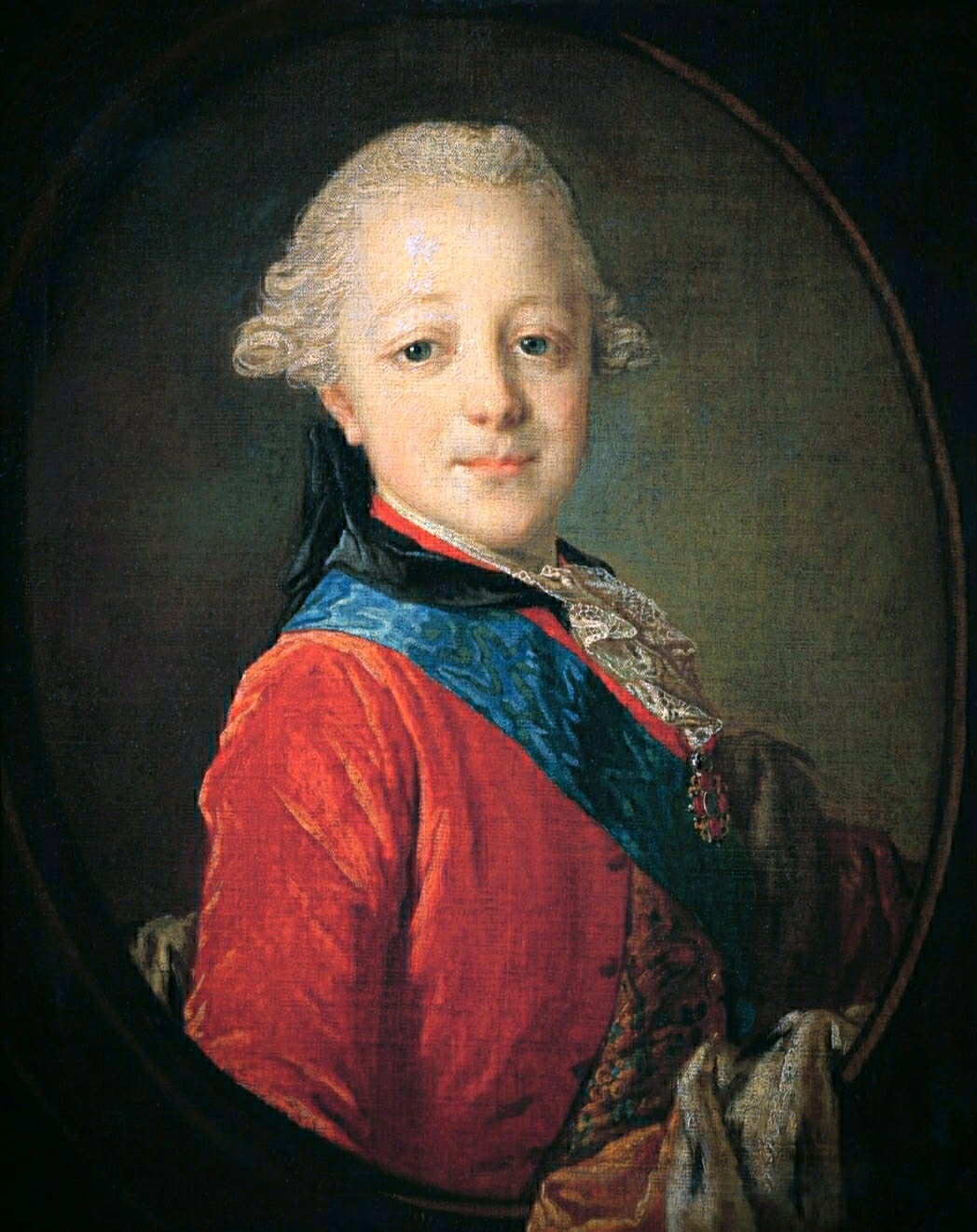
Paolo I da bambino

Ancora bambino, Paolo fu sottratto alla madre dall'imperatrice Elisabetta, che riteneva negativo per la sua salute l'ambiente materno. Del ragazzo si dice fosse intelligente e di bell'aspetto. Ad un attacco di tifo che lo colpì nel 1771 è probabilmente dovuta l'espressione inusuale che caratterizzava il suo volto. Molto si è scritto sul fatto che la madre, Caterina, lo odiasse e che, solamente per il timore delle conseguenze che un altro omicidio in casa Romanov (dopo quello del consorte Pietro III) avrebbe potuto suscitare, si astenesse dal farlo uccidere. A diffondere questa idea fu Lord Buckinghamshire, ambasciatore inglese presso la corte a partire dal 1764.
D'altronde è innegabile che Caterina, da sempre molto affezionata ai bambini, trattasse Paolo con cortesia, affidandolo ad un sovrintendente degno di fiducia, Nikita Petrovič Panin, e a tutori competenti. Nel 1773 l'imperatrice combinò il matrimonio di Paolo con Guglielmina d'Assia-Darmstadt, che assunse il nome di Natal'ja Alekseevna, e permise al figlio di partecipare alle riunioni del consiglio ristretto in modo che imparasse ad essere un giorno imperatore, anche se il tutore di Paolo, Porochin, affermava come egli avesse «sempre fretta» e parlasse senza riflettere.
Dopo il matrimonio, Paolo incominciò ad essere coinvolto negli intrighi di corte. Convinto di essere il bersaglio di tentativi, da parte della madre, di assassinarlo, arrivò ad accusarla apertamente per la presenza di un vetro nel suo cibo. In seguito a questi atteggiamenti Caterina lo rimosse dal consiglio e prese le distanze da lui, pur senza trattarlo scortesemente. L'uso che il ribelle Pugačëv fece del suo nome nel 1775 non migliorò di certo la sua posizione a corte (anche se Pugačëv si spacciò per il defunto zar Pietro III, non per Paolo e fu durante la ribellione cosacca del 1773-74). Nello stesso anno la moglie morì di parto e Paolo si risposò con Sofia Dorotea di Württemberg, che assunse il nome russo di Marija Fëdorovna.
In occasione della nascita del primo figlio, il futuro Alessandro I, Caterina regalò alla coppia la tenuta di Pavlovsk. Negli anni 1781-1782 Paolo e la moglie intrapresero un lungo viaggio attraverso l'Europa.
Nel 1783 l'imperatrice concesse al figlio un'altra tenuta, quella di Gatčina, dove Paolo poté mantenere una brigata di soldati addestrati alla maniera prussiana.

### Massoneria
Tra gli amici più intimi di Paolo vi fu il principe Aleksandr Borisovič Kurakin, che andava spesso a trovarlo a Gatčina. Quest'amicizia non piaceva a Caterina, che non amava i massoni e aveva appreso che nel 1777, durante la visita del re Gustavo III di Svezia (che era un massone dichiarato) a San Pietroburgo, Paolo aveva partecipato in sua compagnia alla riunione di una loggia massonica in casa del principe Kurakin, dove il re di Svezia si era recato per iniziare il granduca Paolo in Massoneria. Caterina sospettava la Massoneria di essere diretta dal suo nemico, il re di Prussia Federico II, e di voler mettere Paolo contro di lei, prese quindi delle misure per proibirla, chiudendo nel 1785 una stamperia e confiscando ben 461 opere a soggetto massonico, imprigionando o esiliando parecchi massoni, tutte misure che furono revocate quando nel 1796 Paolo ascese al trono. In seguito alla rivoluzione francese, detestando qualsiasi cosa avesse a che fare con essa, Paolo iniziò a diffidare sia dei massoni sia dei martinisti e nel 1798 soppresse tutte le società segrete, chiuse le logge massoniche e obbligò tutti i massoni noti a sottoscrivere un impegno a non aprire delle logge senza una sua autorizzazione speciale.

### Ascesa al trono

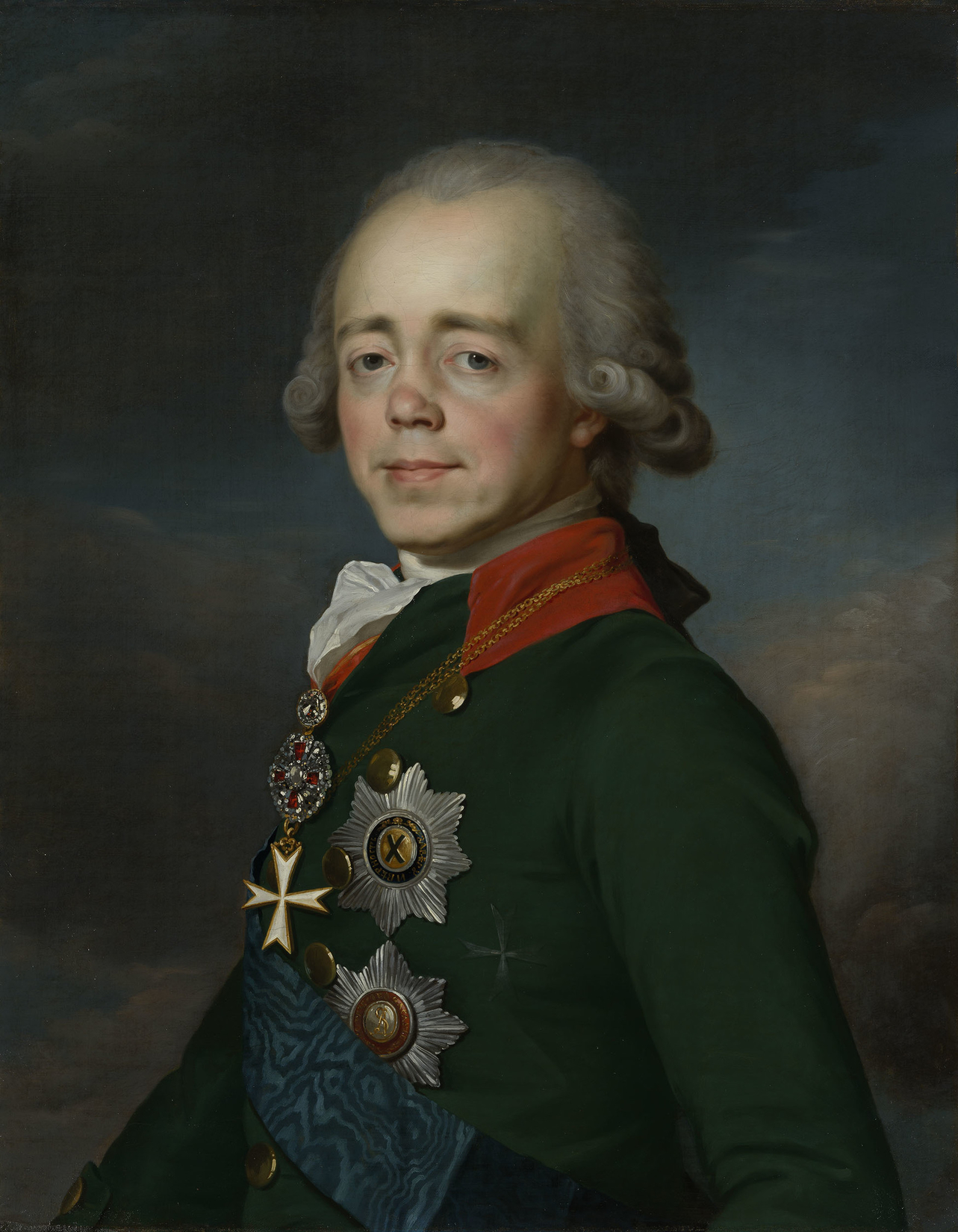
Paolo, granduca di Russia, in abiti di corte

Paolo divenne Imperatore di Tutte le Russie il 6 novembre 1796 in seguito alla morte della madre. Caterina gli fece lasciare il libro delle proprie memorie, contenente rivelazioni che sconcertarono il figlio, suscitando in lui una netta avversione per la madre. Dopo aver ridicolizzato il coniuge rimproverandone l'impotenza sessuale, l'imperatrice si lasciava andare ad una dichiarazione sconvolgente: vista l'incapacità di Pietro di dare un erede alla coppia, la zarina Elisabetta, spazientita, aveva suggerito all'allora granduchessa di trasgredire le regole e unirsi con un amante.
L'autrice delle Memorie conclude che l'ignoto, forse un certo Sergej Saltykov, in quel momento amante della madre di Paolo e gran ciambellano della corte russa, esaudì in breve tempo il desiderio di Caterina, mettendola incinta. Paolo diventava quindi zar con una doppia consapevolezza: quella di essere stato privato in tenera età del padre per il complotto ordito dalla madre assieme alla Guardia Imperiale e quella di non essere un Romanov, anche se non ci sono prove che la rivelazione corrisponda a verità. Al contrario, alcuni particolari emergenti dal carteggio tra i genitori ufficiali del nuovo zar sembrerebbero avallare l'ipotesi che Paolo fosse davvero figlio di Pietro: a questo vanno unite significative somiglianze somatiche e caratteriali. Il dubbio, tuttavia, rimane.
Come sovrano fu un idealista capace di grande generosità unita tuttavia a un carattere molto variabile e vendicativo. Nel 1797 permise al famoso scrittore Radiščev di tornare dall'esilio in Siberia, ma non appena questi rientrò nella sua tenuta, lo pose sotto il controllo della polizia.

### Politica estera

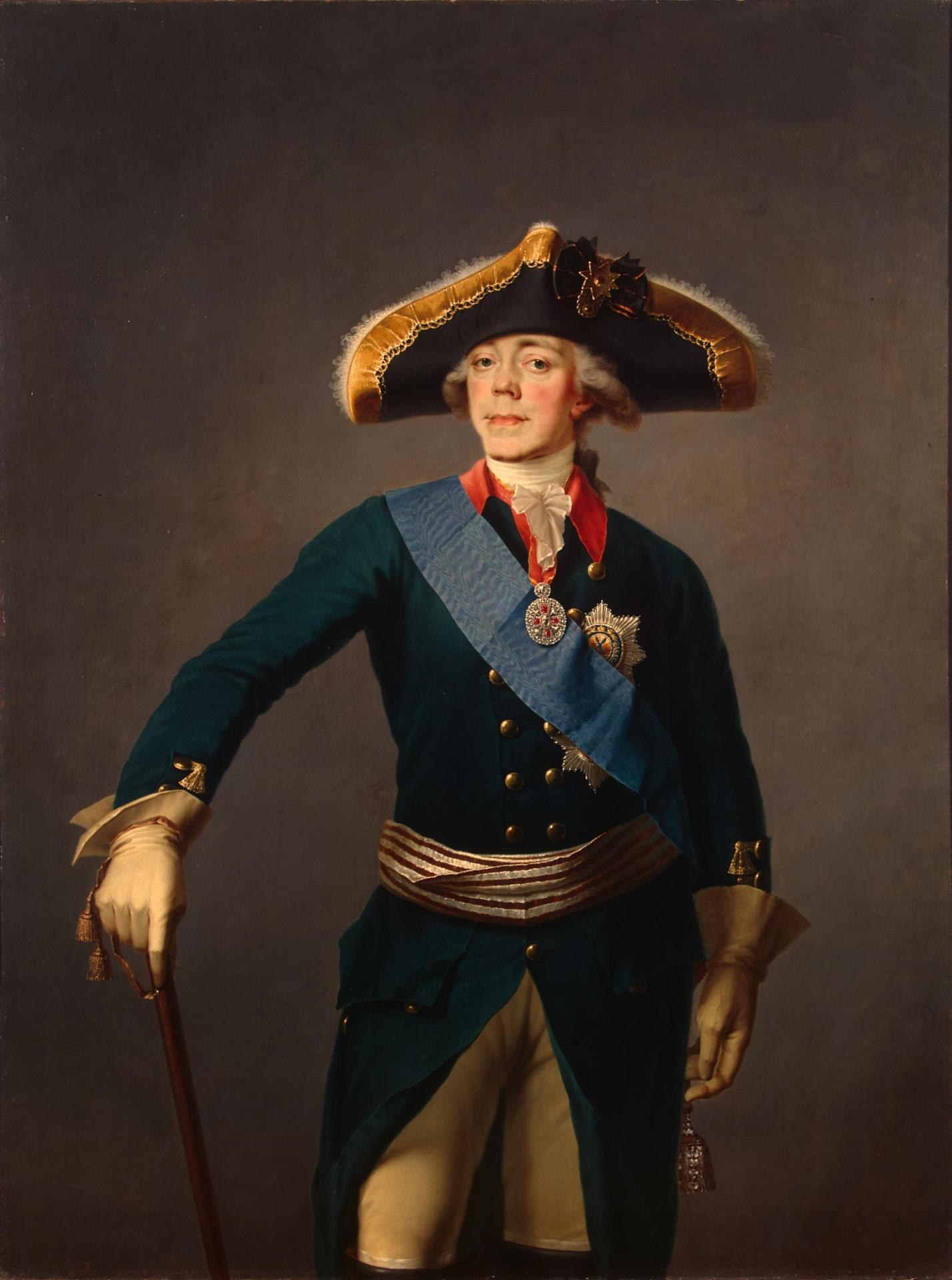
Paolo I ritratto da Stepan Semënovič Ščukin

Paolo condusse la sua politica estera in modo del tutto autonomo senza curarsi di alcun consiglio o parere. Questo atteggiamento portò la Russia prima ad impegnarsi nella seconda coalizione contro la Francia nel 1798 e poi, nel 1801, a condurre una neutralità armata contro la Gran Bretagna. In entrambi i casi le scelte si basarono unicamente su emozioni personali: nel primo caso furono dettate dal fatto che la Francia aveva espulso da Malta i cavalieri dell'Ordine di San Giovanni di cui lo zar era Gran Maestro, nel secondo caso la decisione è da ascriversi alle lusinghe di Napoleone.
Oltre all'idea, peraltro presto abbandonata, di un assalto navale congiunto franco-russo contro la Gran Bretagna, un'altra impresa avventata in cui si impegnò Paolo I fu la spedizione cosacca in India. Dietro tutte queste azioni si può probabilmente intravedere un tentativo di seguire le orme di Pietro il Grande; sul suo monumento eretto durante il regno di Paolo I, vicino al palazzo Michajlovskij a San Pietroburgo si legge "Al nonno dal nipote", una sottile ma ovvia presa in giro dell'iscrizione in latino "PETRO PRIMO CATHERINA SECUNDA", pomposa dedica di Caterina II al Cavaliere di bronzo, la più famosa statua di San Pietroburgo.
Pur essendo un despota, volle mantenersi in pace con Napoleone, che ammirava, con la speranza che il generale restaurasse sul trono la dinastia dei Borboni, spazzata via dalla rivoluzione.

### Politica interna

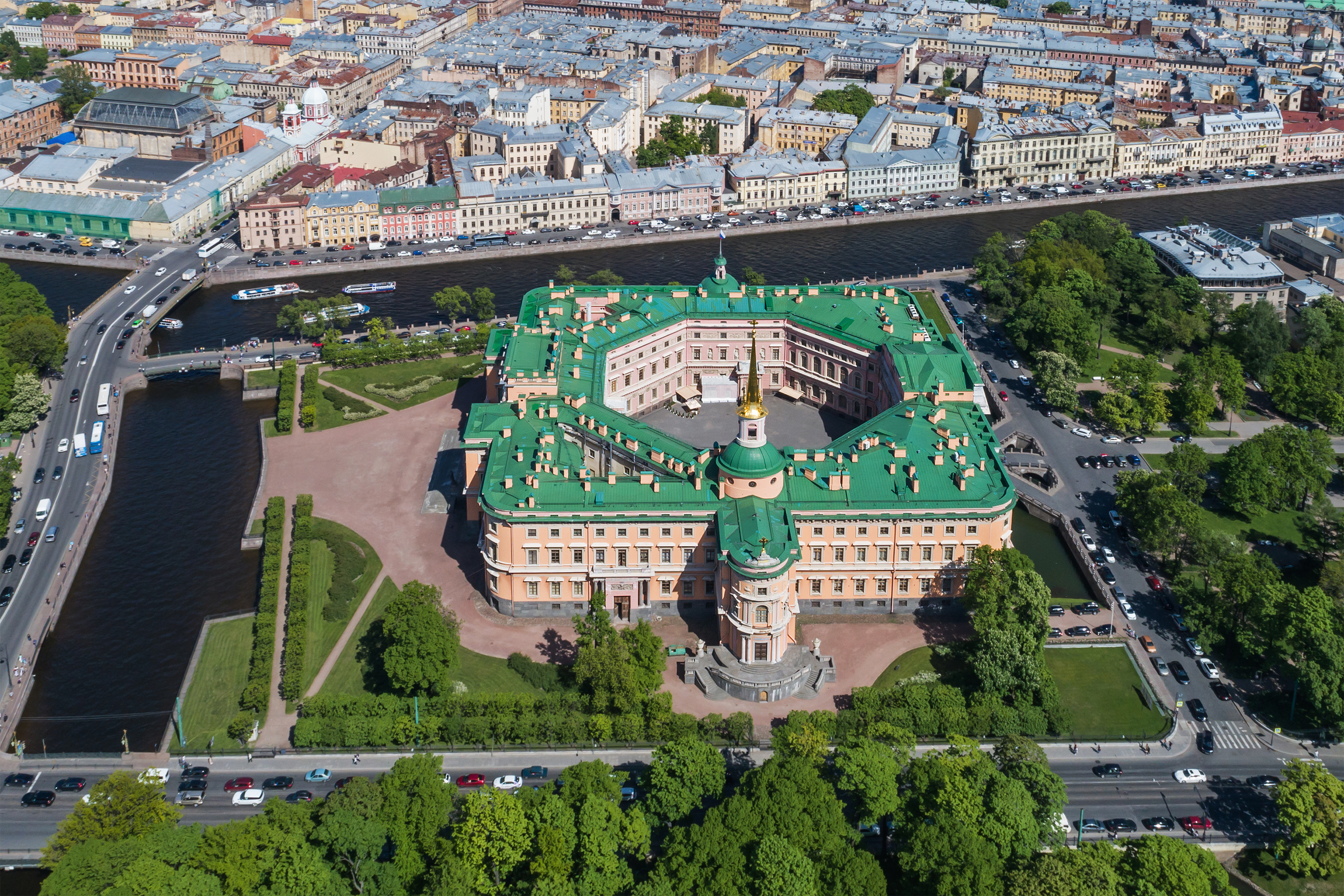
Il castello Michailovskij.

In politica interna Paolo I si comportò in modo decisamente reazionario, imponendo la censura e affermando il suo potere autocratico in tutti i settori della vita politica e civile senza mezze misure, terrorizzando la nazione. Si pose in netta antitesi nei confronti di tutte le riforme della madre e cercò soprattutto di isolare quei cortigiani che erano stati a lei fedeli e che in particolare avevano partecipato al complotto e all'assassinio di Pietro III, la cui memoria fu riabilitata con le esequie solenni e con la traslazione delle spoglie dalla chiesa di Aleksandr Nevskij alla cattedrale sita nella fortezza di Pietro e Paolo. In quest'ottica, ordinò che la salma di Grigorij Potëmkin, uno degli amanti della madre e membro della congiura, fosse disseppellita e dispersa.
Del tutto insensibile agli interessi della nobiltà russa, Paolo I cercò di estrometterla con ogni mezzo dall'alta amministrazione pubblica. Nell'aprile 1797, allo scopo di limitare l'influenza economica della nobiltà e di migliorare le condizioni di vita dei contadini, emanò un ukaz con il quale limitava le prestazioni di lavoro forzato dei servi della gleba per i loro padroni a tre giorni la settimana.
Molto meno efficaci furono i tentativi di riforma dell'esercito: sostituì le uniformi introdotte durante il regno della madre con quelle prussiane, molto meno adatte al clima russo e poco pratiche, mentre l'introduzione di un codice per l'organizzazione della fanteria fu sostanzialmente ignorato dall'esercito, in quanto giudicato come privo di ogni utilità per l'uso pratico, salvo le parate.
In seguito Paolo cominciò ad estromettere dalla Guardia tutti i componenti che erano stati fedeli a Caterina, vendicandosi in questo modo del reggimento che nel 1762 si era reso protagonista dell'omicidio del palazzo di Ropša: questa politica vendicativa, unita ad un'eccessiva fiducia nel proprio potere assoluto, portò il sovrano a sottovalutare la Guardia e i tre complotti che aveva già portato a compimento nella storia russa.

### La congiura e la morte

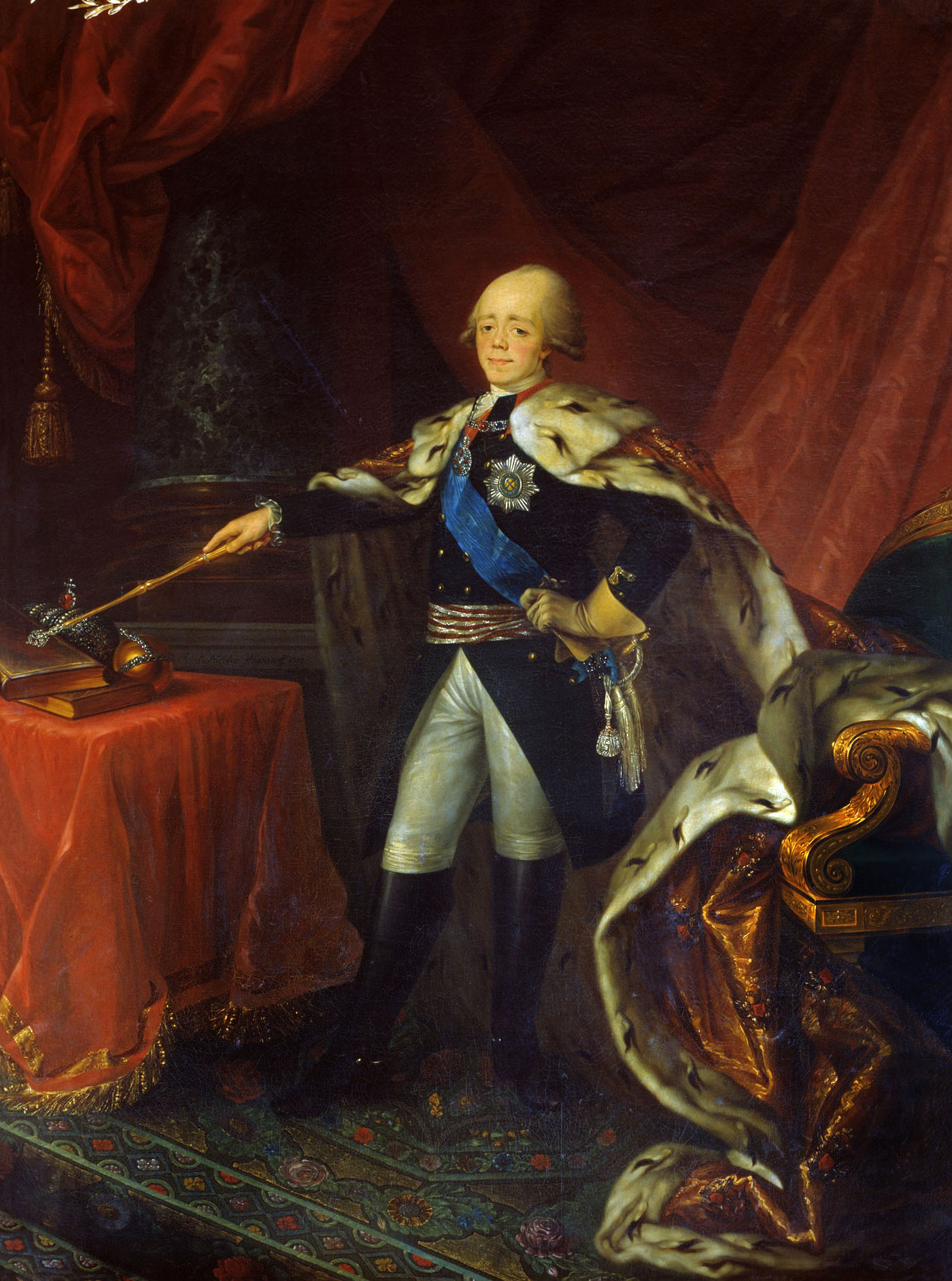
Paolo I di Russia

Paolo I dovette presto accorgersi di aver commesso un'imprudenza. I timori di poter fare la fine del padre presero corpo e diventarono in breve realtà. Un complotto, con lo scopo di costringerlo ad abdicare, venne organizzato alcuni mesi prima della sua morte dai conti Pahlen e Panin e dall'ammiraglio José de Ribas, un avventuriero mezzo spagnolo e mezzo napoletano. La morte di Ribas ritardò l'esecuzione del piano, ma l'esercito imperiale riprese presto a tessere le trame del complotto.
Per quanto alcuni elementi, come il colonnello Bibikov, fossero inclini ad assassinare, oltre al sovrano, anche gli altri componenti della famiglia Romanov, la maggior parte dei cospiratori decise di assumere un atteggiamento meno drastico. Così, i ribelli coinvolsero Alessandro, il figlio primogenito di Paolo. Dopo aver minacciato una sommossa violenta che sarebbe costata la vita a molte persone, riuscirono a convincerlo, con la promessa di non uccidere il padre, ma di costringerlo semplicemente a firmare l'atto di abdicazione. Alessandro, fidandosi (o volendo fidarsi) della parola ricevuta, accettò. La sera dell'11 marzo 1801, prima di passare all'azione, i congiurati si riunirono per bere vino in grande quantità, definendo gli ultimi dettagli dell'operazione.
Erano presenti il principe Platon Zubov, ultimo amante di Caterina II, e suo fratello, il principe e generale Nikolaj. Pahlen guidava la rivolta assieme al generale Bennigsen ed all'altro fratello di Platon, Valerian. A mezzanotte guadagnarono l'entrata segreta del castello Michajlovskij e, dopo essere entrati, la stanza da letto dello zar. Con orrore, però, la trovarono vuota e temettero il peggio, ma Bennigsen, mantenendo il sangue freddo, esaminò la stanza, scoprendo dietro un paravento i piedi dell'imperatore, nascostosi in un disperato tentativo di sfuggire ai suoi assassini. Trascinato in mezzo alla stanza, fu colpito da Nikolaj Zubov con una tabacchiera d'oro, e subito dopo il suo valletto di camera si sedette sul corpo di Paolo. Infine, l'ufficiale Skarjatin finì lo zar strangolandolo con la sua sciarpa. Platon Zubov si recò allora dal figlio primogenito di Paolo, Alessandro, che si trovava nel palazzo, per comunicargli la sua ascesa al trono. Fu ufficialmente annunciato che lo zar era deceduto nel sonno per cause naturali e i congiurati non furono perseguiti.
Venne sepolto nella tomba imperiale della Cattedrale dei Santi Pietro e Paolo (San Pietroburgo).

## Discendenza
Paolo ha avuto dalla seconda moglie, Sofia Dorotea Maria, dieci figli, quattro maschi e sei femmine:
- Alessandro I di Russia (1777-1825), Imperatore di Tutte le Russie. Sposò Luisa Maria di Baden da cui ebbe due figlie morte infanti;
- Costantino (1779-1831), rinunciò ai diritti alla successione nel 1822. Sposò Giuliana di Sassonia-Coburgo-Gotha e, dopo il divorzio, Giovanna Grudzińska. Ebbe un figlio dalla seconda moglie e tre figli illegittimi;
- Alessandra (1783-1801). Sposò Giuseppe Antonio Giovanni d'Asburgo-Lorena, figlio di Leopoldo II d'Asburgo-Lorena. Morì di febbre puerperale dopo aver messo al mondo la sua unica figlia, morta anch'essa a poche ore dal parto;
- Elena (1784-1803). Sposò il Margravio Ereditario Federico Ludovico di Meclemburgo-Schwerin a cui diede due figli;
- Maria (1786-1859). Sposò il Granduca Carlo Federico di Sassonia-Weimar-Eisenach a cui diede quattro figli;
- Caterina (1788-1819). Sposò Giorgio di Holstein-Oldenburg a cui diede due figli e, alla morte di questi, Guglielmo I di Württemberg a cui diede due figlie;
- Olga (22 luglio 1792 - 26 gennaio 1795). Morì infante a causa delle conseguenze di un ascesso dentale;
- Anna (1795-1865). Sposò Guglielmo II dei Paesi Bassi a cui diede cinque figli;
- Nicola I di Russia (1796-1855), Imperatore di Tutte le Russie dopo il fratello maggiore. Sposò Carlotta di Prussia da cui ebbe sette figli;
- Michele (1798-1849). Sposò Carlotta di Württemberg da cui ebbe cinque figlie.

Paolo ebbe altri due figli illegittimi da due diverse amanti.
Da Sofija Razumovskaja (1746-1803), dama di Caterina II, ebbe:
- Semën Afanas'evič Velikiyj (1772 - 13 agosto 1794). Ufficiale di Marina, morì in un naufragio ai Caraibi.

Da Mavra Jur'eva (1760-1828), moglie di Aleksej Vakar, ebbe:
- Marfa Pavlovna Musina-Jur'eva (1801-1803). Morta infante.

## Ascendenza
|                                    |                                   |                                       | Genitori                              |  |  | Nonni |  |  | Bisnonni                        |  |  | Trisnonni                             |  |
|                                    |                                   |                                       |                                       |  |  |       |  |  | Federico IV di Holstein-Gottorp |  |  | Cristiano Alberto di Holstein-Gottorp |  |
|                                    |                                   |                                       |                                       |  |  |       |  |  | Federico IV di Holstein-Gottorp |  |  | Cristiano Alberto di Holstein-Gottorp |  |
|                                    |                                   | Federica Amalia di Danimarca          |                                       |  |  |       |  |  | Federico IV di Holstein-Gottorp |  |  |                                       |  |
| Carlo Federico di Holstein-Gottorp |                                   |                                       |                                       |  |  |       |  |  | Federico IV di Holstein-Gottorp |  |  |                                       |  |
|                                    |                                   | Edvige Sofia di Svezia                | Carlo XI di Svezia                    |  |  |       |  |  |                                 |  |  |                                       |  |
|                                    |                                   | Edvige Sofia di Svezia                | Carlo XI di Svezia                    |  |  |       |  |  |                                 |  |  |                                       |  |
|                                    |                                   | Edvige Sofia di Svezia                | Ulrica Eleonora di Danimarca          |  |  |       |  |  |                                 |  |  |                                       |  |
| Pietro III di Russia               |                                   | Edvige Sofia di Svezia                |                                       |  |  |       |  |  |                                 |  |  |                                       |  |
|                                    |                                   | Pietro I di Russia                    | Alessio I di Russia                   |  |  |       |  |  |                                 |  |  |                                       |  |
|                                    |                                   | Pietro I di Russia                    | Alessio I di Russia                   |  |  |       |  |  |                                 |  |  |                                       |  |
|                                    |                                   | Pietro I di Russia                    | Natal'ja Kirillovna Naryškina         |  |  |       |  |  |                                 |  |  |                                       |  |
| Anna Petrovna Romanova             |                                   | Pietro I di Russia                    |                                       |  |  |       |  |  |                                 |  |  |                                       |  |
|                                    |                                   | Caterina I di Russia                  | Samuel Skowroński                     |  |  |       |  |  |                                 |  |  |                                       |  |
|                                    |                                   | Caterina I di Russia                  | Samuel Skowroński                     |  |  |       |  |  |                                 |  |  |                                       |  |
|                                    |                                   | Caterina I di Russia                  | Elisabeth Moritz                      |  |  |       |  |  |                                 |  |  |                                       |  |
| Paolo I di Russia                  |                                   | Caterina I di Russia                  |                                       |  |  |       |  |  |                                 |  |  |                                       |  |
|                                    | Giovanni Luigi I di Anhalt-Zerbst | Giovanni VI di Anhalt-Zerbst          |                                       |  |  |       |  |  |                                 |  |  |                                       |  |
|                                    | Giovanni Luigi I di Anhalt-Zerbst | Giovanni VI di Anhalt-Zerbst          |                                       |  |  |       |  |  |                                 |  |  |                                       |  |
|                                    | Giovanni Luigi I di Anhalt-Zerbst | Sofia Augusta di Holstein-Gottorp     |                                       |  |  |       |  |  |                                 |  |  |                                       |  |
| Cristiano Augusto di Anhalt-Zerbst | Giovanni Luigi I di Anhalt-Zerbst |                                       |                                       |  |  |       |  |  |                                 |  |  |                                       |  |
|                                    |                                   | Cristina Eleonora di Zeutsch          | Georg Volrath von Zeutsch             |  |  |       |  |  |                                 |  |  |                                       |  |
|                                    |                                   | Cristina Eleonora di Zeutsch          | Georg Volrath von Zeutsch             |  |  |       |  |  |                                 |  |  |                                       |  |
|                                    |                                   | Cristina Eleonora di Zeutsch          | Christine von Weissenbach             |  |  |       |  |  |                                 |  |  |                                       |  |
| Caterina II di Russia              |                                   | Cristina Eleonora di Zeutsch          |                                       |  |  |       |  |  |                                 |  |  |                                       |  |
|                                    |                                   | Cristiano Augusto di Holstein-Gottorp | Cristiano Alberto di Holstein-Gottorp |  |  |       |  |  |                                 |  |  |                                       |  |
|                                    |                                   | Cristiano Augusto di Holstein-Gottorp | Cristiano Alberto di Holstein-Gottorp |  |  |       |  |  |                                 |  |  |                                       |  |
|                                    |                                   | Cristiano Augusto di Holstein-Gottorp | Federica Amalia di Danimarca          |  |  |       |  |  |                                 |  |  |                                       |  |
| Giovanna di Holstein-Gottorp       |                                   | Cristiano Augusto di Holstein-Gottorp |                                       |  |  |       |  |  |                                 |  |  |                                       |  |
|                                    |                                   | Albertina di Baden-Durlach            | Federico VII di Baden-Durlach         |  |  |       |  |  |                                 |  |  |                                       |  |
|                                    |                                   | Albertina di Baden-Durlach            | Federico VII di Baden-Durlach         |  |  |       |  |  |                                 |  |  |                                       |  |
|                                    |                                   | Albertina di Baden-Durlach            | Augusta Maria di Holstein-Gottorp     |  |  |       |  |  |                                 |  |  |                                       |  |
|                                    |                                   | Albertina di Baden-Durlach            |                                       |  |  |       |  |  |                                 |  |  |                                       |  |